# 中华人民共和国国家监察委员会主任
中华人民共和国国家监察委员会主任（简称国家监察委员会主任），是中华人民共和国最高监察机关国家监察委员会的负责人。根据《中华人民共和国监察官法》第五章第二十六条的规定，中华人民共和国国家监察委员会主任是中华人民共和国的总监察官。

## 选罢和任期
宪法规定，国家监察委员会主任由全国人民代表大会选举；每届任期同全国人民代表大会每届任期相同，连续任职不得超过两届。全国人民代表大会有权罢免国家监察委员会主任。

## 職權
领导全国各级监察机关
国家监察委员会领导地方各级监察委员会的工作，上级监察委员会领导下级监察委员会的工作。地方各级监察委员会对本级人民代表大会及其常务委员会和上一级监察委员会负责，并接受其监督。
监察委员会主任领导监察机关依法独立行使监察权，任何组织和个人不得拒绝、阻碍或者干涉监察人员依法执行职务，不得对其打击报复。
提名国家监察委员会其他组成人员
根据宪法和监察法，中华人民共和国国家监察委员会副主任、委员由国家监察委员会主任提请全国人民代表大会常务委员会任免。

## 衔级
《中华人民共和国监察官法》第二十五条、第二十六条规定，“监察官等级分为十三级，依次为总监察官……”“国家监察委员会主任为总监察官。”根据该法，中华人民共和国国家监察委员会主任为中华人民共和国总监察官。2022年该法生效实施时，国家监察委员会主任为杨晓渡，他也是依照该法拥有总监察官头衔的首位国家监察委员会主任。

## 历任主任
| 届次 | 任次 | 姓名   | 照片 | 所属政党   | 任期                         | 选举/任命会议                      |
| ---- | ---- | ------ | ---- | ---------- | ---------------------------- | ---------------------------------- |
| 13   | 1    | 杨晓渡 |      | 中国共产党 | 2018年3月18日－2023年3月11日 | 第十三届全国人民代表大会第一次会议 |
| 14   | 2    | 刘金国 |      | 中国共产党 | 2023年3月11日－              | 第十四届全国人民代表大会第一次会议 |

## 在世前任主任
截至2025年3月，历任国家监察委员会主任中有1位仍在世：
| 姓名   | 任期           | 出生日期与年龄     | 备注 |
| ------ | -------------- | ------------------ | ---- |
| 杨晓渡 | 2018年－2023年 | 1953年10月（71歲） |      |